# Bekleidungshaus Otto Werner

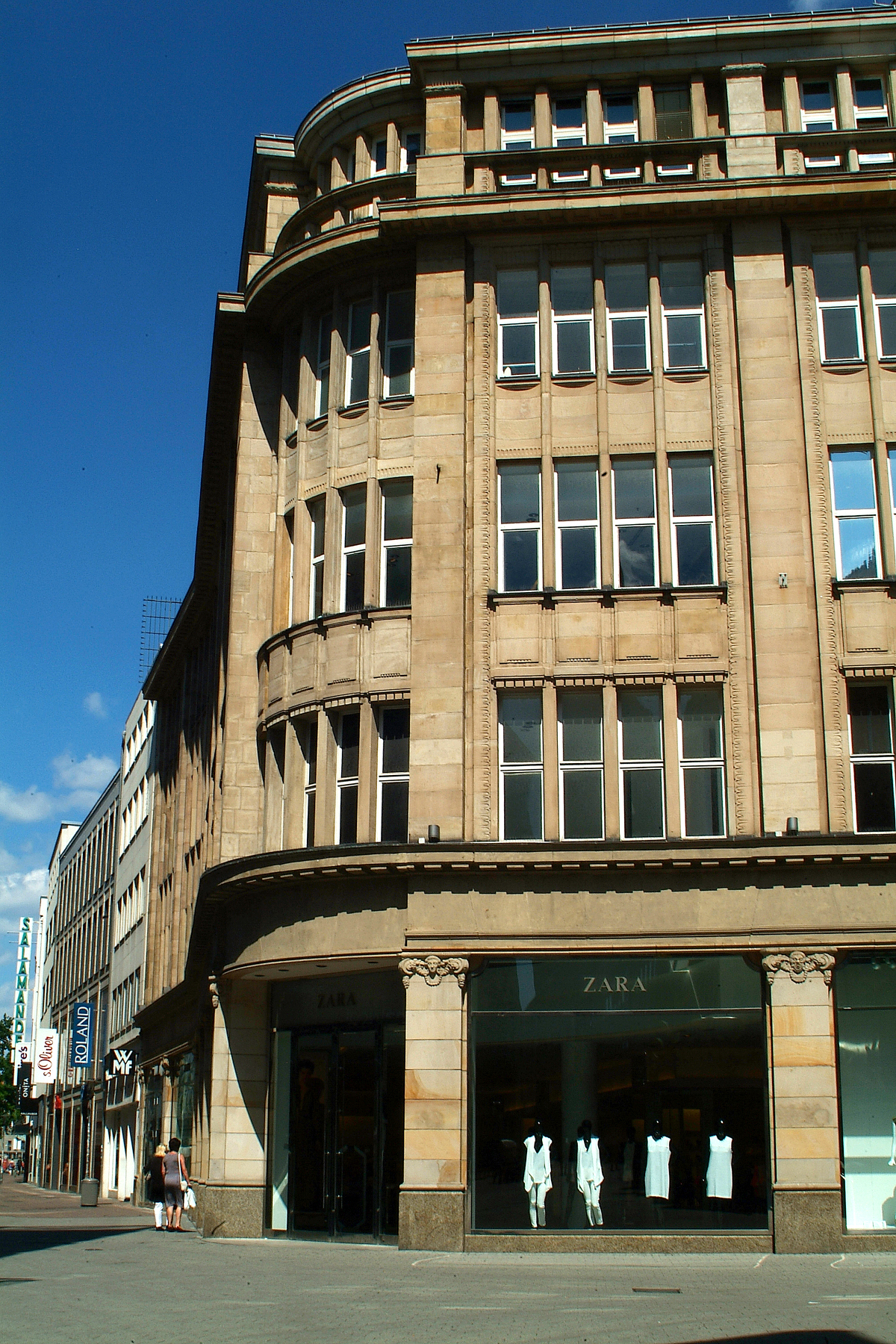
Das 1932 übernommene Kaufhaus Elsbach & Frank in der Großen Packhofstraße/Ecke Osterstraße

Das Bekleidungshaus Otto Werner war ein 1932 in Hannover eröffnetes Kaufhaus mit mehreren Filialen in Niedersachsen. Das Unternehmen schloss im Jahr 2001.

## Geschichte

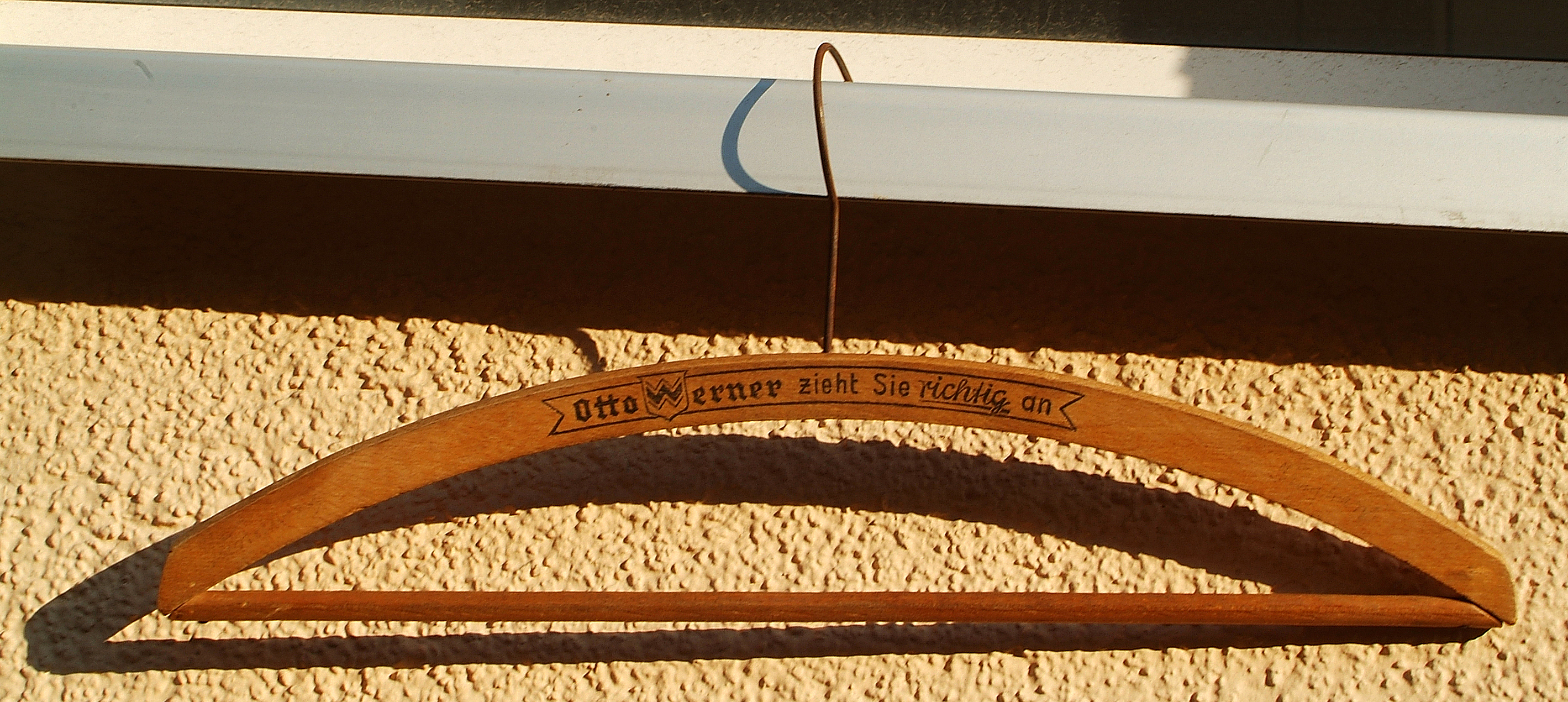
Kleiderbügel mit Firmen-Emblem W und angeschraubtem Hosensteg sowie Aufschrift „Otto Werner zieht Sie richtig an“; 1930er Jahre

Die Firma wurde 1932 durch den Kaufmann Otto Werner (1884–1955) und seinen Neffen Werner Sauerwald (1910–1996) eröffnet, nachdem diese das Gebäude des in Konkurs gegangenen Kaufhauses Elsbach & Frank an der Osterstraße/Ecke Große Packhofstraße erworben hatten. Ähnlich wie ihre Vorgänger boten die Kaufleute Damen-, Herren- und Kinderoberbekleidung mit angegliederter Maßabteilung an.
Durch die Luftangriffe auf Hannover im Zweiten Weltkrieg wurde das Gebäude zwar teilzerstört, war aber der einzige erhaltene Kaufhauskomplex der Stadt: Insbesondere die Fassade blieb weitgehend unbeschädigt und wurde 1988 restauriert.
Andere Kaufhäuser hatten weniger Glück: So fiel etwa der gesamte gegenüberliegende Kaufhauskomplex von Sternheim & Emanuel, den Norbert Magis nach den Zwangs-„Arisierungen“ durch die damalige Stadtverwaltung gepachtet hatte, den Fliegerbomben zum Opfer. Nach dem Krieg startete das Kaufhaus Magis daher einen Neuanfang zunächst in einem Teil von Otto Werners Bekleidungshaus, bis der eigene Magis-Neubau am Kröpcke 1952 fertiggestellt war.
Otto Werner erkrankte in den frühen Wiederaufbaujahren; ab 1950 lag die Geschäftsführung allein in den Händen von Sauerwald. Dieser baute das Unternehmen bis zu seinem eigenen Ausscheiden erfolgreich aus: 1985 unterhielt die Firma zwei Bekleidungshäuser und drei Modemärkte in Hannover und anderen niedersächsischen Städten mit insgesamt rund 350 Beschäftigten.
Gegen Ende der 1990er Jahre sanken die Umsätze aufgrund wachsenden Wettbewerbs kontinuierlich; 1999 wurde zunächst das Stammhaus in der Innenstadt Hannovers verkauft und 2001 schließlich der Betrieb aufgegeben. Seit 2002 bietet dort nun die international operierende spanische Modekette Zara ihre Bekleidung an.